# Lucie Borleteau
Lucie Borleteau (Nantes, 1980) es una realizadora, actriz y guionista francesa. 

## Biografía
Estudió cinematografía en Ciné-Sup de Nantes y obtuvo en 2004 un máster de cine por la Universidad París VIII. Trabajó en diferentes ramas de la industria del cine: producción, colaboración con guionistas para White Material de Claire Denis, asistente en Lou Ye, de Arnaud Desplechin, puesta en escena y comediante en películas y teatro. Ha realizado tres cortos o mediometrajes y en 2014 dirigió La odisea de Alice, su primer largometraje.

## Filmografía
Realizadora
- 2004 : Nievaliachka - la muñeca que no cae  (cortometraje)
- 2008 : Les vœux (mediometraje)
- 2012 : La grève des ventres (cortometraje)
- 2014 : La odisea de Alice
- 2016 : Cannabis

Actriz
- 2004 : Nouillonpont 3 km : una testigo
- 2006 : Angel Dust
- 2006 : Le dîner : la sirvienta
- 2007 : L'Histoire de Richard O. : la falsa geisha
- 2008 : Les vœux (mediometraje):  Colbrune
- 2010 : Coeur au revoir mon Paris : Jacqueline
- 2011 : Douce (cortometraje) : Sophie Silberstein
- 2011 : L'Apollonide: souvenirs de la maison close
- 2011 : Les secrets de l'invisible
- 2012 : La grève des ventres (cortometraje)
- 2012 : You Are My Lucky Star (cortometraje) : Nicole
- 2013 : La fille du 14 juillet : Gretchen
- 2013 : Agit Pop (cortometraje) : Bérénice
- 2014 : Les petits cailloux : la fée
- 2014 : Vous voulez une histoire?
- 2015 : Le grand jeu de Nicolas Pariser

## Premios
- Festival de cine europeo de los Arcos 2014 : Premios de la Prensa : La odisea de Alice, de Lucie Borleteau.
- Festival internacional de cine de Locarno 2014 : premio Léopard para la mejor interpretación femenina, Ariane Labed  en La odisea de Alice.
- Festival internacional de cine de La Roche-sur-Yon 2014 : Mención especial del jurado para Ariane Labed en La odisea de Alice.

## Nominaciones
- Festival internacional de cine de Locarno 2014 : Léopard de oro Concorso internazionale para La odisea de Alice.
- Premios Lumières 2015 : Mejor esperanza femenina para Ariane Labed
- Premios César 2015 para La odisea de Alice : 
  - Mejor primera película
  - Mejor esperanza femenino para Ariane Labed